# Heer

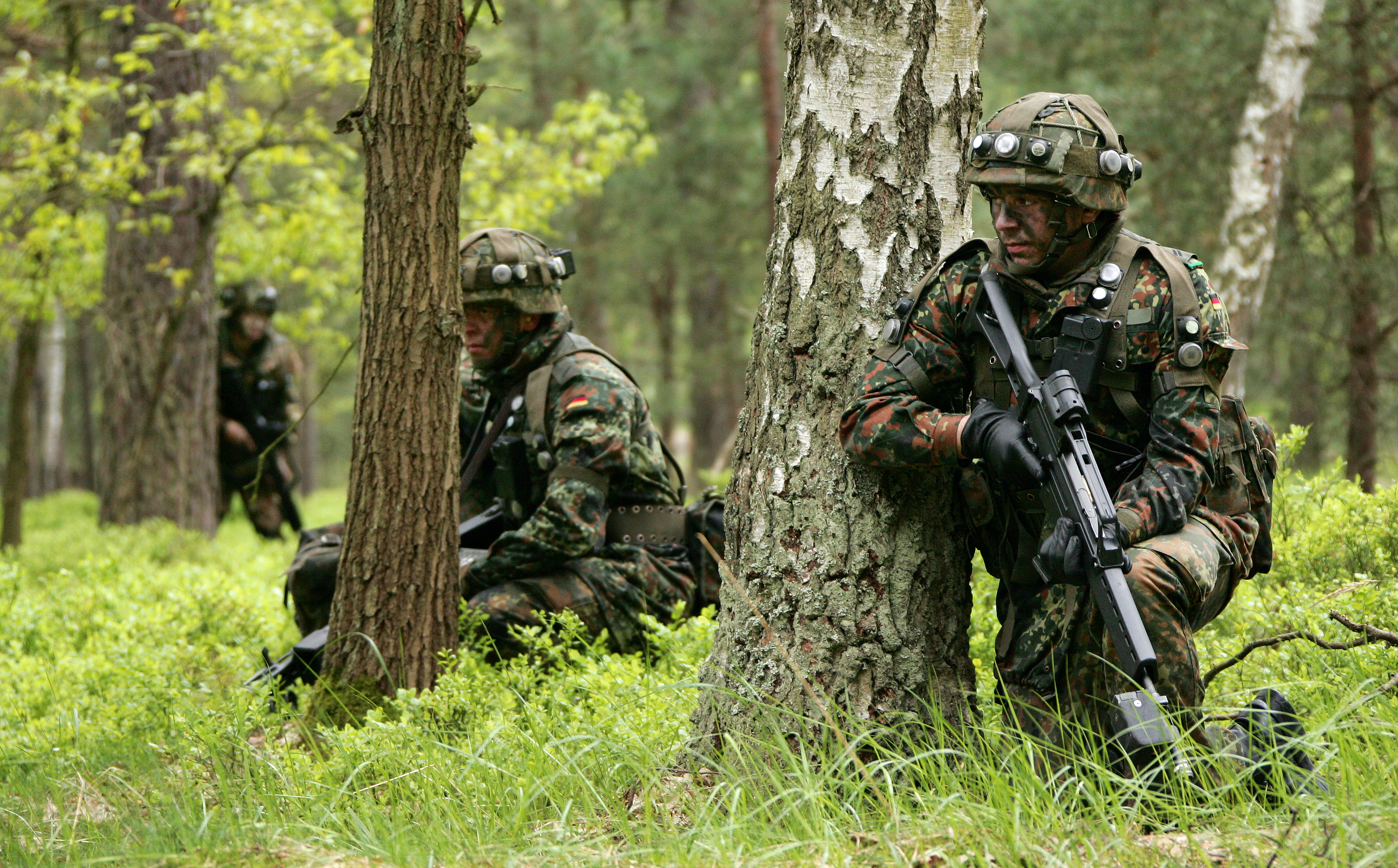
Pansarskyttar vid en övning

Heer (svenska: hären) tillsammans med Deutsche Marine och Luftwaffe är en av Bundeswehrs tre försvarsgrenar. Armén är kärnan i landstyrkorna och står för landoperationer samt för operationer av luftburna och luftmekaniserade styrkor. Armén är det största vapenslaget med en styrka på cirka 62 800 soldater i fredstid. Arméinspektören är Generalleutnant Alfons Mais.

## Historia
Arméns första soldater började tjänstgöra den 12 november 1955 och de första värnpliktiga kallades in i april 1957. Armén frånsäger sig uttryckligen någon tradition från dess föregångare i Wehrmacht (som också kallades Heer). Under det kalla kriget var Bundeswehrs huvuduppgift det nationella försvaret. I och med upplösningen av det territoriella försvarskommandot 1969 överfördes dess uppgifter till armén och den delades organisatoriskt upp i fältarmén, som integrerades i Natos kommandostruktur, och den territoriella armén, som stod under nationellt befäl. Efter anslutningen av delstaterna i Tyska demokratiska republiken, som återupprättades i samband med återföreningen, och av hela Berlin till Förbundsrepubliken Tyskland, integrerades delar av den nationella folkarméns (Nationale Volksarmee) landstyrkor i armén. Som ett resultat av detta växte fältarmén till 42 stridsbrigader och 360 000 aktiva soldater, vilket innebar att den nådde sin historiska maximistorlek. Den territoriella armén upplöstes som en separat underavdelning inom armén 2001 och de kvarvarande territoriella strukturerna och uppgifterna införlivades i det nybildade organisationsområdet Streitkräftebasis. Värnplikten upphävdes 2011. Sedan dess har armén varit en del av en frivilligarmé.

## Uppgifter
Som en försvarsgren av Bundeswehr är arméns uppdrag i princip överensstämmande med Bundeswehrs uppdrag och uppgifter.
- Landförsvar som alliansförsvar inom ramen för Nordatlantiska alliansen
- Förebyggande av internationella konflikter och krishantering - inklusive kampen mot internationell terrorism
- Deltagande i militära uppgifter inom ramen för EU:s gemensamma säkerhets- och försvarspolitik
- Administrativt stöd vid naturkatastrofer och allvarliga olyckor, för att skydda kritisk infrastruktur
- Räddning och evakuering samt gisslanräddning utomlands
- Partnerskap och samarbete som en del av multinationell integration och globalt säkerhetssamarbete
- Humanitärt bistånd utomlands

## Framtiden
Fram till 2023 kommer armén att få totalt 104 Leopard 2 A7V. Då kommer armén att ha totalt 328 Leopard 2 stridsvagnar. Planen är att alla arméns stridsvagnar på medellång sikt ska vara på samma teknisk nivå.
I avsiktsförklaringen mellan Tyskland och Frankrike från juni 2018 utsågs Tyskland till ledande nation för samarbetsprojektet Main Ground Combat System (MGCS). Syftet med projektet är att ersätta de nu använda stridsvagnarna Leopard 2 och Leclerc i mitten av 2030-talet.
Den befintliga flottan på 382 pansarskyttefordon Marder ska ersättas med en kombination av pansarskyttefordonet Puma och terrängfordonet Boxer som ska utrustas med en 30mm automatkanon. Marder kommer kunna användas fram till 2030.
Även arméns jägarförband ska få en variant av terrängfordonet Boxer med en 30mm automatkanon för att ersätta de befintliga Wiesel-pansarbandvagnarna senast 2027. Enligt jägarna finns det ett behov av cirka 93 fordon.
I juni 2022 undertecknade Tyskland ett samförståndsavtal om att ansluta sig till det finskledda CAVS-programmet (Common Armoured Vehicle System). Målet med CAVS-programmet, är att utveckla det billigaste möjliga 6×6-fordonet med Patrias 6x6-fordon som chassiplattform. Även Lettland, Estland och Sverige deltar i programmet. I Tysklands armé ska det nya trupptransportfordonet ersätta trupptransportfordonet Fuchs.
Inom CATV-programmet har Tyskland tillsammans med Sverige och Storbritannien utvecklat ett terrängfordon baserat på BvS10. 140 fordon ska levereras till armén mellan 2025 och 2028 och ersätta de befintliga 337 Bandvagn 206D och Bandvagn 206S. Det antal fordon som har beställs utgör endast en del av arméns behov. Tysklands försvarsministerium har darför angett ett totalt behov av 664 fordon fram till 2031.
Eftersom arméns luftburna styrkors fordonsflotta kommer att nå slutet av sin livslängd framöver ska de befintliga Wiesel 2, Mungo och Wolf ersättas av ett nytt hjulfordon. Inom projektet "Luftlandeplattform" (luftburen plattform) kommer cirka 1 000 fordon att fasas in från och med 2027. Inom samma projekt ska de sedan 30 år tillbaka använda Wiesel 1 ersättas med en ny pansarbandvagn, som ska kunnas transporteras med helikoptern CH-53 som används av Tysklands flygvapen.

## Organisation

### Personal
Armén har cirka 62 800 soldater, vilket gör den till det största vapenslaget. Alla befattningar är också öppna för kvinnliga soldater om de är lämpliga för den avsedda befattningen. Totalt har armén cirka 4 700 kvinnliga soldater.

### Struktur
- Kommando Heer (Strausberg)
  -  1. Panzerdivision (Oldenburg)
    -   43. Mechanisierte Brigade (Darp)
    -   Artillerielehrbataillon 325 (Munster)
    -   Fernmeldebataillon 610 (Prenzlau)
    -  Panzerbrigade 21 (Augustdorf)
    -  Panzergrenadierbrigade 41 (Neubrandenburg)
    -  Panzerlehrbrigade 9 (Munster)
    -  Schweres Pionierbataillon 901 (Havelberg)
    -  Unterstützungsbataillon Einsatz 1 (Oldenburg)

  -  10. Panzerdivision (Veitshöchheim)
    -  Artilleriebataillon 131 (Weiden in der Oberpfalz)
    -  Artillerielehrbataillon 345 (Idar-Oberstein)
    -  Deutsch-Französische Brigade (Müllheim)
    -  Fernmeldebataillon 10 (Veitshöchheim)
    -   Gebirgsjägerbrigade 23 (Bad Reichenhall)
    -  Panzerbrigade 12 (Cham)
    -   Panzergrenadierbrigade 37 (Frankenberg)
    -  Pionierbataillon 905 (Ingolstadt)
    -  Unterstützungsbataillon Einsatz 10 (Veitshöchheim)

  -  Allied Rapid Reaction Corps (Innsworth)
  -  Amt für Heeresentwicklung (Köln)
  -  Ausbildungskommando (Leipzig)
    -  Ausbildungs- und Übungszentrum Luftbeweglichkeit (Celle)
    -  Ausbildungszentrum Spezielle Operationen (Pfullendorf)
    -  Gefechtssimulationszentrum Heer (Wildflecken)
    -  Gefechtsübungszentrum Heer (Gardelegen)
    -  Infanterieschule (Hammelburg)
    -  Panzertruppenschule (Munster)
    -  Pionierschule (Ingolstadt)
    -  Offizierschule des Heeres (Dresden)
    -  Technische Schule des Heeres (Aachen)
    -  Unteroffizierschule des Heeres (Delitzsch)
    -  Vereinte Nationen Ausbildungszentrum Bundeswehr (Lübeck)

  -  Division Schnelle Kräfte (Stadtallendorf)
    -  11. Luchtmobiele Brigade (Arnhem)
    -  Kommando Hubschrauber (Bückeburg)
    -  Kommando Spezialkräfte (Calw)
    -  Luftlandebrigade 1 (Saarlouis)

  -  Eurocorps (Strasbourg)
  -  I. Deutsch-Niederländisches Corps (Münster)
  -  Multinationales Corps Nordost (Szczecin)
  -  Rapid Reaction Corps France (Lille)

### Tjänstegrader
| Axelklaff                                           |                     |           |               |                |                |                    |          |               |
| Gradbeteckning                                      | Lägsta tjänstegrad* | Gefreiter | Obergefreiter | Hauptgefreiter | Stabsgefreiter | Oberstabsgefreiter | Korporal | Stabskorporal |
| Nato-nivå                                           | OR-1                | OR-2      | OR-3          | OR-3           | OR-4           | OR-4               | OR-4     | OR-4          |
| * Beteckningen skiljer sig åt mellan olika förband. |                     |           |               |                |                |                    |          |               |

| Axelklaff                                                                                     |               |               |                    |           |           |               |                |               |                |                    |
| Gradbeteckning                                                                                | Unteroffizier | Fahnenjunker* | Stabsunteroffizier | Feldwebel | Fähnrich* | Oberfeldwebel | Hauptfeldwebel | Oberfähnrich* | Stabsfeldwebel | Oberstabsfeldwebel |
| Nato-nivå                                                                                     | OR-5          | OR-5          | OR-5               | OR-6      | OR-6      | OR-6          | OR-7/OR-8      | OR-7/OR-8     | OR-8           | OR-9               |
| * Endast officersaspiranter genomgår tjänstegraderna Fahnenjunker, Fähnrich och Oberfähnrich. |               |               |                    |           |           |               |                |               |                |                    |

| Axelklaff                                                      |          |              |           |                 |       |                |        |                |              |                 |         |
| Gradbeteckning                                                 | Leutnant | Oberleutnant | Hauptmann | Stabshauptmann* | Major | Oberstleutnant | Oberst | Brigadegeneral | Generalmajor | Generalleutnant | General |
| Nato-nivå                                                      | OF-1     | OF-1         | OF-2      | OF-2            | OF-3  | OF-4           | OF-5   | OF-6           | OF-7         | OF-8            | OF-9    |
| * Endast fackofficerare genomgår tjänstegraden Stabshauptmann. |          |              |           |                 |       |                |        |                |              |                 |         |

## Utrustning

### Fordon
| Fordon                | Ursprung   | Typ                                           | Variant                    | Aktiva      | Anteckningar                |
| Bandfordon            | Bandfordon | Bandfordon                                    | Bandfordon                 | Bandfordon  | Bandfordon                  |
| --------------------- | ---------- | --------------------------------------------- | -------------------------- | ----------- | --------------------------- |
| Bandvagn 206          | Sverige    | Terrängfordon                                 | Bandvagn 206DBandvagn 206S | 337         | Ersätts av Bandvagn 410     |
| Bandvagn 410          | Sverige    | Terrängfordon                                 |                            |             | 140 beställda               |
| Biber                 | Tyskland   | Brobandvagn                                   |                            | 105         | Ersätts av Leguan           |
| Büffel                | Tyskland   | Bärgningsfordon                               |                            | 75          |                             |
| Dachs                 | Tyskland   | Ingenjörsfordon                               |                            | 140         |                             |
| Keiler                | Tyskland   | Minröjningsfordon                             |                            | 24          |                             |
| Leguan                | Tyskland   | Brofordon                                     |                            | 7           | 24 beställda                |
| Leopard 2             | Tyskland   | Stridsvagn                                    | A5A6MA7VA8                 | 271         | 39 beställda18 A8 beställda |
| M113                  | USA        | GranatkastarfordonArtillerilokaliseringsradar | PanzermörserABRA           | 4862        |                             |
| M270 MLRS             | USA        | Raketartillerifordon                          | MARS II                    | 38          |                             |
| Marder                | Tyskland   | Pansarskyttefordon                            |                            | 382         | Ersätts av Puma             |
| Panzerhaubitze 2000   | Tyskland   | Bandhaubits                                   |                            | 94          | 22 beställda                |
| Puma                  | Tyskland   | Pansarskyttefordon                            |                            | 350         |                             |
| Wiesel                | Tyskland   | Pansarbandvagn                                | Wiesel 1Wiesel 2           | 196179      |                             |
| Hjulfordon            |            |                                               |                            |             |                             |
| Amphibie M3           | Tyskland   | Amfibiskt brofordon                           |                            | 30          |                             |
| Boxer                 | Europa     | Trupptransportfordon                          |                            | 405         |                             |
| COBRA                 | Europa     | Artillerilokaliseringsradar                   |                            | 10          |                             |
| Dingo                 | Tyskland   | Patrullfordon                                 | Dingo 2                    | 636         |                             |
| Duro                  | Schweiz    | Terrängfordon                                 | 3 YAK                      | 175         |                             |
| Fennek                | Tyskland   | Spaningsfordon                                |                            | 220         |                             |
| Fuchs                 | Tyskland   | Trupptransportfordon                          | Fuchs 1                    | 825         |                             |
| Mercedes-Benz G-klass | Tyskland   | Terrängfordon                                 | WolfServalEnok             | 12 00021250 |                             |
| Mercedes-Benz Unimog  | Tyskland   | Lastbil                                       |                            | 18 000      |                             |
| MAN gl                | Tyskland   | Lastbil                                       |                            | 11 634      |                             |
| Eagle                 | Schweiz    | Terrängfordon                                 | Eagle IVEagle V            | 670         |                             |
| Mungo                 | Tyskland   | Trupptransportfordon                          |                            | 396         |                             |
| Polaris LLUTV         | USA        | Terrängfordon                                 |                            | 65          |                             |

### Luftfartyg
| Fordon                       | Ursprung          | Typ                       | Variant           | Aktiva            | Anteckningar      |
| Transportflygplan            | Transportflygplan | Transportflygplan         | Transportflygplan | Transportflygplan | Transportflygplan |
| ---------------------------- | ----------------- | ------------------------- | ----------------- | ----------------- | ----------------- |
| PZL M28                      | Polen             | Fallskärmsjägarutbildning |                   | 2                 |                   |
| Helikoptrar                  |                   |                           |                   |                   |                   |
| Airbus Helicopters H145      | Europa            | Search and Rescue         | LUH SAR           | 7                 |                   |
| Airbus Helicopters Tiger     | Europa            | Attackhelikopter          | UH                | 51                |                   |
| NHIndustries NH90            | Europa            | Enhetshelikopter          | TTH               | 82                |                   |
| Skolflygplan och helikoptrar |                   |                           |                   |                   |                   |
| Airbus Helicopters H135      | Tyskland          | Pilotutbildning           |                   | 18                |                   |
| Bell 206                     | USA               | Pilotutbildning           | B3                | 6                 |                   |
| UAV:s                        |                   |                           |                   |                   |                   |
| AirRobot AR 100-B            | Tyskland          | Spaningsdrönare           |                   | 145               |                   |
| Black Hornet PD-100          | Norge             | Spaningsdrönare           |                   | 30                |                   |
| EMT Aladin                   | Tyskland          | Spaningsdrönare           |                   | 290               |                   |
| EMT Luna                     | Tyskland          | Spaningsdrönare           |                   | 84                |                   |
| Rheinmetall KZO              | Europa            | Spaningsdrönare           |                   | 44                |                   |